# Louis Frédéric Clément-Simon
Louis Frédéric Adéle Saint Clair Clément-Simon (* 1873; † 1934) war ein französischer Diplomat.
Louis Clement-Simon war 1906 stellvertretender Konsul in Konstantinopel und 1909 Geschäftsträger in Lima. Von 1911 bis 1914 war er Legationssekretär in Belgrad und zeitweise Geschäftsträger. Von 1918 bis 1920 war er Ministre plénipotentiaire in Prag und von 1921 bis 1926 Botschafter in Belgrad. 1927 war er Botschafter in Athen.
| Vorgänger                         | Amt                                                    | Nachfolger                        |
| --------------------------------- | ------------------------------------------------------ | --------------------------------- |
| Antony-Wladislas Klobukowski      | Französischer Geschäftsträger in Lima 1909             | Jean Guillemin                    |
| —                                 | Französischer Botschafter in Prag 1918 bis 1920        | Joseph Couget                     |
| Léon-Eugène-Aubin Coullard Descos | Französischer Geschäftsträger in Belgrad 1921 bis 1926 | Raymond Brugère                   |
| Olivier d’Ormesson (1849–1923)    | Französischer Botschafter in Athen 1927                | Christian Carra de Vaux Saint Cyr |